# Bibliothèque des ombres, deuxième partie
Pour les articles homonymes, voir Bibliothèque des ombres.
Bibliothèque des ombres, deuxième partie (Forest of the Dead) est le neuvième épisode de la quatrième saison de la deuxième série de la série télévisée de science-fiction britannique Doctor Who. Cet épisode et son prédécesseur furent nommés en 2009 pour le Hugo Award du meilleur épisode de série, mais a été battu par la série Dr. Horrible's Sing-Along Blog.

## Accroche
LIe siècle. Le Docteur poursuit sa tentative de survie dans la bibliothèque pendant que Donna se retrouve dans un monde « idéal » créé par CAL.

## Distribution
- David Tennant : Le Docteur
- Catherine Tate : Donna Noble
- Alex Kingston : Professeur River Song
- Colin Salmon : Docteur Moon
- Harry Peacock : Dave
- Steve Pemberton : Strackman Lux
- Jessika Williams : Anita
- O. T. Fagbenle : L'autre Dave
- Eve Newton : La petite fille/CAL
- Mark Dexter : Le père
- Jason Pitt : Lee
- Eloise Rakic-Platt : Ella
- Alex Midwood : Joshua
- Talulah Riley : Miss Evangelista
- Jonathan Reuben : Homme
- Sarah Niles : Hôte de courtoisie 1
- Joshua Dallas : Hôte de courtoisie 2

## Résumé
Le Docteur, River Song, Strackman Lux, et le reste de leur équipe fuient les Vashta Nerada, des créatures carnivores microscopiques qui prospèrent dans l'ombre d'une bibliothèque planétaire. Les autres membres de l'équipe ont été consommés par les Vashta Nerada, leurs costumes et squelettes restent animés par les créatures et se sont mis à poursuivre les survivants. Pendant un répit, Lux explique que la bibliothèque a été construite par son grand-père pour la tante de Lux, Charlotte Abigail Lux, à qui on avait diagnostiqué une maladie incurable alors qu’elle était encore jeune. Le grand-père de Lux avait un ordinateur géant (CAL, des initiales de Charlotte) construit au cœur de la Bibliothèque pour permettre à Charlotte de vivre parmi les œuvres collectées dans toute l'humanité. Le Docteur se rend compte que CAL représente l'esprit de Charlotte, et que c’est celui-ci qui a « sauvegardé » les milliers de clients en transférant leurs consciences dans la simulation générée dans le noyau de l'ordinateur lorsque les Vashta Nerada ont commencé à attaquer. Même le programme d’anti-virus, hébergé dans la lune de la Bibliothèque, surnommé «Docteur Moon», a du mal à aider CAL à maintenir son contrôle.
Au sein de la simulation, un village apparemment normal, une Donna Noble emprisonnée est entendue par le Dr. Moon et est présentée à Lee, qu'elle épouse et avec laquelle elle a deux enfants. Conscient que le temps semble sauter dans la simulation, Donna est alertée de sa nature ‘’informatisée’’ par Mlle Evangelista, l'un des membres de l'équipe de River tué par les Vashta Nerada. Sa conscience corrompue la fait paraître déformée, mais lui permet de voir la réalité de ce qu’est la simulation. Donna retourne à sa maison et s’interrogea sur cette réalité, ce qui entraîne la disparition de ses enfants.
Le Docteur, River et les autres descendent au centre de l’ordinateur. Le Docteur essaie de parler avec les Vashta Nerada. Il apprend que leur habitation, les forêts d'une planète différente, ont été utilisées pour créer les livres de la Bibliothèque. Ils revendiquent maintenant la Bibliothèque comme leur propre habitat. Le Docteur exige qu'il soit autorisé à libérer les personnes piégées dans le noyau de l'ordinateur, y compris Donna, après quoi la Bibliothèque appartiendra aux Vashta Nerada. Les créatures lui accordent un jour pour effectuer ce qu’il a à faire. Le Docteur se prépare à se connecter au terminal de l'ordinateur, conscient que cela risque de le tuer. River l’en empêche en le menottant à un pilier et prend sa place. Celui-ci tente de l’en empêcher, mais River insiste sur le fait que sa mort empêcherait leur future rencontre dans son passé et lui murmure quelque chose qui l'étonne. Avant d'activer l'interface, River refuse de lui révéler qui elle est vraiment. Lorsque River lance la connexion, la simulation commence à s'effondrer. Donna se serre désespérément dans les bras de Lee alors que celui-ci disparaît progressivement.
Les clients stockés à l'intérieur de l'ordinateur se ''rematérialisent'' dans la bibliothèque, et Lux les évacue vers des navires. Chacun de son côté, Donna et Lee essaient de se retrouver, mais ne parviennent pas à le faire. Alors qu'ils se préparent à quitter la Bibliothèque pour toujours, le Docteur et Donna laissent derrière eux le journal de River et son tournevis sonique, mais le Docteur se demande toujours pourquoi, dans l’avenir, il donnerait celui-ci à River. Regardant son tournevis, le Docteur y trouve un enregistreur de données qui a conservé le fantôme de River. Il se dirige vers le noyau de l’ordinateur et envoie River à l’intérieur avant que le fantôme soit totalement effacé. River se retrouve dans la simulation de la Terre et elle est accueillie par les membres de son équipe qui ont été victimes des Vashta Nerada (dont Miss Evangelista, qui n'est plus déformée). Charlotte lui assure que, dorénavant, la simulation de la Terre est un «bon endroit» où elle sera en sécurité, car le docteur a réparé le noyau de données.
Le docteur revient ensuite au TARDIS et claque ses doigts afin de voir si ce que River avait dit plus tôt - qu'elle avait vu un futur Docteur « ouvrir les portes du TARDIS avec un claquement de doigts » - fonctionne vraiment. Le TARDIS s'ouvre avec Donna l’attendant à l'intérieur. Il claque ses doigts pour le refermer pendant que River est en train de lire son journal à ses enfants, dans la simulation de la Terre.

## Continuité
- Le pistolet carré utilisé par River Song durant l'épisode est celui utilisé par le capitaine Jack Harkness dans l'épisode Le Docteur danse. Le scénariste Steven Moffat explique qu'il est resté dans le TARDIS après l'épisode A la croisée des chemins et que le Docteur River Song l'a pris durant l'une de leurs aventures futures (du point de vue du Docteur)[2].
- La robe que porte Donna dans son rêve est la même que celle qu'elle portait dans Le Mariage de Noël.

## Production

### Écriture
Les noms des deux enfants de Donna, Josh et Ella sont celui du fils de Steven Moffat et de la meilleure amie de celui-ci.

### Casting
Steve Pemberton qui joue le rôle de Strackman Lux dans cet épisode est plus connu pour avoir joué dans Le Club des Gentlemen au côté de Mark Gatiss scénariste lui aussi pour Doctor Who (Des morts inassouvis, L'Hystérique de l'étrange lucarne et La Victoire des Daleks).

### Lieux
De nombreuses scènes ont été filmées à la bibliothèque de Swansea,.

## Lien
- Silence in the Library / Forest of the Dead, Beware of spoilers ! critique de l'épisode sur Le Village